# Jelena Gorčakova
Jelena Jegorovna Gorčakova (rusko Елена Егоровна Горчакова), ruska atletinja, * 17. maj 1933, Moskva, † 27. januar 2002, Moskva.
Nastopila je na poletnih olimpijskih igrah v letih 1952 in 1964, obakrat je osvojila bronasto medaljo v metu kopja. 16. oktobra 1964 je postavila svetovni rekord v metu kopja s 62,40 m, s čimer je stari rekord popravila ta več kot dva metra in pol, veljal je skoraj osem let. Rekord je postavila ob svojem drugem nastopu na olimpijskih igrah, toda v kvalifikacijski seriji.